# Такатори (станция)
Станция Такатори (яп. 高取駅 Такатори эки) — железнодорожная станция на линии Астрам-лайн расположенная в районе Асаминами, Хиросима. Островная, эстакадная крытая станция. Станция была открыта 20 августа 1994 года. На станции установлены платформенные раздвижные двери.

## История
Открыта 20 августа 1994 года.

## Близлежащие станции
| «       |  | Линия             |  | »         |
| ------- |  | ----------------- |  | --------- |
| Камиясу |  | Линия Астрам-лайн |  | Тёракудзу |